# Patrizia Toia
Patrizia Toia (17 de marzo de 1950) es una política italiana y miembro del Parlamento Europeo por el Noroeste con el Partido Democrático de Italia, integrado en el Grupo de la Alianza Progresista de Socialistas y Demócratas.

## Educación e inicios
- Licenciada en Ciencias Políticas (Universidad de Milán, Milán)
- Especialista en planificación estratégica (Universidad Bocconi, Milán)
- Puesto directivo en el Comité Ejecutivo de la Región de Lombardía
- Miembro de la Ejecutiva Federal y coordinadora provincial del partido Democracia es Libertad - La Margarita en Milán

## Cargos políticos
- 1975-1985: Concejal Municipal de Vanzago (Milán)
- 1994-1995: Miembro del Consejo Regional de Lombardía (1985–1995), Miembro de la Ejecutiva Regional responsable de la coordinación de los servicios sociales (1989–1990), la salud (1990–1991) y presupuestos
- 1995-1996: Miembro de la Cámara de Diputados de Italia
- 1996-2001: Subsecretaria de Estado de Asuntos Exteriores, Ministra de Políticas Comunitarias, Ministra de Relaciones con el Parlamento en el Gobierno italiano
- 1996-2004: Senadora

## Eurodiputada
En el Parlamento Europeo, Toia es miembro de la Comisión de Industria, Investigación y Energía. Fue la ponente del Parlamento sobre la introducción a la Telefonía móvil 5G. Desde 2021 forma parte de la delegación del Parlamento a la Conferencia sobre el Futuro de Europa.
Toia es también suplente de la Comisión de Empleo y Asuntos Sociales, miembro de la Delegación en la Comisión Parlamentaria Mixta UE - Chile y suplente de la Delegación en la Comisión Parlamentaria Mixta UE - México.
Además de sus funciones en las comisiones, Toia es miembro del MEP Heart Group (patrocinado por la Red Europea del Corazón (EHN); de la Sociedad Europea de Cardiología (ESC), un grupo de parlamentarios interesados en promover medidas que contribuyan a reducir la carga de las enfermedades cardiovasculares (ECV); y del grupo de eurodiputados contra el cáncer. También es miembro del Intergrupo sobre el Cáncer del Parlamento Europeo; el Intergrupo del Parlamento Europeo sobre Integridad (Transparencia, Anticorrupción y Crimen Organizado); el Intergrupo del Parlamento Europeo sobre Pobreza Extrema y Derechos Humanos; y del Intergrupo del Parlamento Europeo sobre los Derechos de la Infancia.